# Femaye
Femaye is een gemeente (commune) in de regio Mopti in Mali. De gemeente telt 16.300 inwoners (2009).